# NAG-Protos Sechszylinder
Der erste NAG-Protos Sechszylinder wurde 1926 von dem Berliner Automobilhersteller NAG zunächst als NAG 12/60 PS Typ D6 auf den Markt gebracht. Die Konstruktion stammte von Oberingenieur Christian Riecken. Nachdem man im Folgejahr die Protos-Automobilsparte von Siemens-Schuckert übernommen hatte, verkaufte man den gleichen Wagen als gemeinsame Entwicklung unter dem Namen NAG-Protos 12/60 PS.
Gleiches geschah mit dem schon 1927 entwickelten Modell NAG 14/70 PS Typ D7. Er hieß dann NAG-Protos 14/70 PS.
Beide Fahrzeuge hatten Pressstahlrahmen aus U-Profil, die mit zwei Starrachsen versehen waren. Die Vorderachsen hatten Halbelliptik-Blattfedern, die Hinterachsen Underslung-Halbfedern. Der Sechszylinder-OHV-Reihenmotor des D6 lieferte 60 PS aus 3,1 Litern Hubraum, der des D7 70 PS aus 3,6 Litern. Über ein unsynchronisiertes 4-Gang-Getriebe mit Mittelschaltung wurde die Motorkraft an die Hinterräder weitergeleitet.
1928 wurde aus dem 12/60 PS der NAG-Protos Typ 201; der 14/70 PS zum NAG-Protos Typ 204. Der neue Konstrukteur Gabriel Lenard aus Frankreich, den Riecken ersetzt hatte, entwickelte für die beiden Modelle mit etwas größerer Karosserie eine halbautomatische Fliehkraftkupplung, die beim Anfahren wie ein Drehmomentwandler agierte. Zum Gangwechsel allerdings musste, wie bisher, weiterhin die Kupplung getrennt werden. Diese "Zentrifugia-Kupplung" wurde zusammen mit einem 3-Gang-Getriebe verbaut.
Der von Simson (Unternehmen) übernommene Paul Henze, der 1929 die Nachfolge von Lenard antrat, entwickelte 1930 für die Sechszylinder einen Niederrahmen, der ebenfalls aus U-Profil-Pressstahl aufgebaut war. Versehen mit einem 4-Liter-Motor mit 80 PS entstanden so der NAG-Protos Typ 207 für die 4- und 6-sitzigen Karosserievarianten und der NAG-Protos Typ 208 für das Sport-Cabriolet. Die Radstände beider Modelle waren übrigens gleich!
Alle Sechszylindermodelle verkauften sich nicht besonders gut, da sie in die Weltwirtschaftskrise hineingeboren wurden und zudem mit etablierten Modellen wie dem Mercedes-Benz Nürburg 460 / 500 und dem Horch 8 konkurrierten. Bis zur Produktionseinstellung 1933 entstanden höchstens 2000 Exemplare aller Typen.

## Technische Daten
| Typ                   | D6 (12/60 PS)            | D7 (14/70 PS)            | 201 (12/60 PS)                  | 204 (14/70 PS)                  | 207 (16/80 PS)                  | 208 (16/80 PS)                  |
| Bauzeitraum           | 1926 – 1928              | 1927 - 1928              | 1928 - 1930                     | 1928 - 1930                     | 1930 - 1933                     | 1930 - 1933                     |
| Aufbauten             | T4, L4                   | T6, L4, PL4, PC4         | T4, L4, Cb4, R2                 | T6, L4, PL4, PC4                | PL4, Cb4, PC4                   | Cb2                             |
| Motor                 | 6 Zyl. Reihe 4-Takt      | 6 Zyl. Reihe 4-Takt      | 6 Zyl. Reihe 4-Takt             | 6 Zyl. Reihe 4-Takt             | 6 Zyl. Reihe 4-Takt             | 6 Zyl. Reihe 4-Takt             |
| Ventile               | obengesteuert (ohv)      | obengesteuert (ohv)      | obengesteuert (ohv)             | obengesteuert (ohv)             | obengesteuert (ohv)             | obengesteuert (ohv)             |
| Bohrung × Hub         | 74 mm × 120 mm           | 80 mm × 120 mm           | 74 mm × 120 mm                  | 80 mm × 120 mm                  | 84 mm × 120 mm                  | 84 mm × 120 mm                  |
| Hubraum               | 3075 cm³                 | 3594 cm³                 | 3075 cm³                        | 3594 cm³                        | 3963 cm³                        | 3963 cm³                        |
| Leistung (PS)         | 60                       | 70                       | 60                              | 70                              | 80                              | 80                              |
| Leistung (kW)         | 44                       | 51                       | 44                              | 51                              | 59                              | 59                              |
| bei Drehzahl (1/min)  | 3000                     | 3000                     | 3000                            | 3000                            | 3200                            | 3200                            |
| Verdichtung           | 5,6 : 1                  | 5,6 : 1                  | 5,6 : 1                         | 5,6 : 1                         | 5,25 : 1                        | 5,75 : 1                        |
| Verbrauch             | 20 l / 100 km            | 20 l / 100 km            | 20 l / 100 km                   | 20 l / 100 km                   | 22 l / 100 km                   | 22 l / 100 km                   |
| Getriebe              | 4-Gang                   | 4-Gang                   | 3-Gang mit Zentrifugia-Kupplung | 3-Gang mit Zentrifugia-Kupplung | 3-Gang mit Zentrifugia-Kupplung | 3-Gang mit Zentrifugia-Kupplung |
| Höchstgeschwindigkeit | 90 km/h                  | 90 km/h                  | 95 km/h                         | 95 km/h                         | 100 km/h                        | 110 km/h                        |
| Leergewicht           | 1800 - 1900 kg           | 1800 - 1900 kg           | 1950 - 2100 kg                  | 1950 - 2100 kg                  | 2100 - 2200 kg                  | 2000 kg                         |
| Zul. Gesamtgewicht    | 2400 - 2500 kg           | 2400 - 2500 kg           | 2600 - 2750 kg                  | 2600 - 2750 kg                  | 2800 - 2900 kg                  | 2500 kg                         |
| Elektrik              | 6 Volt                   | 6 Volt                   | 6 Volt                          | 6 Volt                          | 6 Volt                          | 6 Volt                          |
| Länge                 | 4700 mm                  | 4700 mm                  | 5000 mm                         | 5000 mm                         | 5050 mm                         | 5050 mm                         |
| Breite                | 1750 mm                  | 1750 mm                  | 1760 mm                         | 1760 mm                         | 1800 mm                         | 1800 mm                         |
| Höhe                  | 2000 mm                  | 2000 mm                  | 2000 mm                         | 2000 mm                         | 1760 mm                         | 1650 mm                         |
| Radstand              | 3380 mm                  | 3380 mm                  | 3380 mm                         | 3380 mm                         | 3480 mm                         | 3480 mm                         |
| Spur vorne/hinten     | 1420 mm / 1420 mm        | 1420 mm / 1420 mm        | 1420 mm / 1420 mm               | 1420 mm / 1420 mm               | 1450 mm / 1450 mm               | 1450 mm / 1450 mm               |
| Reifengröße           | 32" x 6,00" oder 6,00-20 | 32" x 6,00" oder 6,00-20 | 32" x 6,00" oder 6,00-20        | 32" x 6,00" oder 6,00-20        | 6,50-20                         | 6,50-20                         |

- T4 = 4-sitziger Tourenwagen
- T6 = 6-sitziger Tourenwagen
- L4 = 4-türige Limousine
- PL4 = 4-türige Pullman-Limousine
- PC4 = 4-türiges Pullman-Cabriolet
- Cb4 = 4-türiges Cabriolet
- Cb2 = 2-türiges Cabriolet
- R2 = 2-türiger Roadster

## Quelle
- Werner Oswald: Deutsche Autos 1920–1945, 10. Auflage, Motorbuch Verlag Stuttgart (1996), ISBN 3879435197